# Betta (zoologia)
Betta Bleeker, 1850 è un genere di pesci d'acqua dolce, appartenente alla famiglia Osphronemidae. 

## Etimologia
Il nome deriva dalla lingua siamese, dove questi pesci sono chiamati "ikan bettah".

## Distribuzione e habitat
Questo taxon è diffuso nel Sudest asiatico, precisamente in Thailandia e Cambogia, dov'è molto frequente nelle acque dolci stagnanti, povere di ossigeno e con poco ricambio (stagni, paludi, risaie, fiumi e canali).

## Riproduzione
Le specie di Betta si dividono in due gruppi: la maggior parte depone le uova in un nido di bolle, mentre un piccolo gruppo, tra cui Betta picta, conservano le uova fecondate in bocca fino a tempo della schiusa. Questo comportamento è considerato un'evoluzione dovuto alla maggior mobilita che hanno queste specie nei loro ambienti naturali.
Il rituale dell'accoppiamento è simile per molte specie: il maschio costruisce un nido di bolle, spesso fissato a piante galleggianti e tronchi affioranti. Il corteggiamento prevede parate del maschio che a pinne spiegate cerca di impressionare la femmina, rincorse, a volte morsi tra i due, fino al momento dell'accoppiamento vero e proprio (che in alcune specie, tra cui Betta splendens, è piuttosto concitato e violento). La femmina si posiziona supina e viene circondata, quasi in un abbraccio, dal maschio, in modo che possa espellere le uova con un leggero tremolio del corpo. Immediatamente il maschio provvede ad emettere sperma per fecondarle, prestando attenzione di raccogliere con la bocca quelle eventualmente cadute o disperse tra le sue pinne e depositarle tra le bolle. Dopo questo veloce atto, per alcuni stanti i due riproduttori si lasciano cadere come stremati verso il fondo, per riprendersi subito dopo e ripetere un veloce corteggiamento e di nuovo un'altra fecondazione. Terminata la deposizione, la femmina è scacciata dal maschio che si occuperà per i primi giorni della cura del nido, rimuovendo le uova non fecondate e raccogliendo quelle che cascano, rimpolpando il nido di nuove bolle. Dopo la schiusa il maschio continua a curare i piccoli avannotto, sorvegliandoli fino a quando non riescono a nuotare e muoversi indipendentemente.

## Conservazione

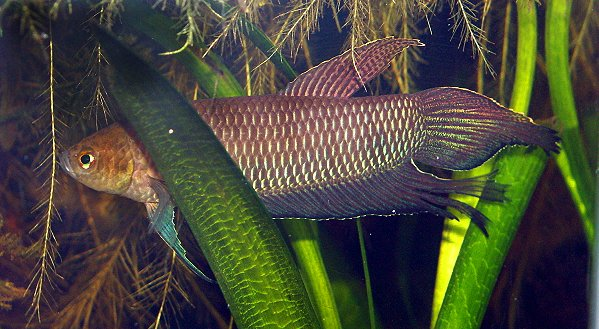
Maschio di Betta simorum

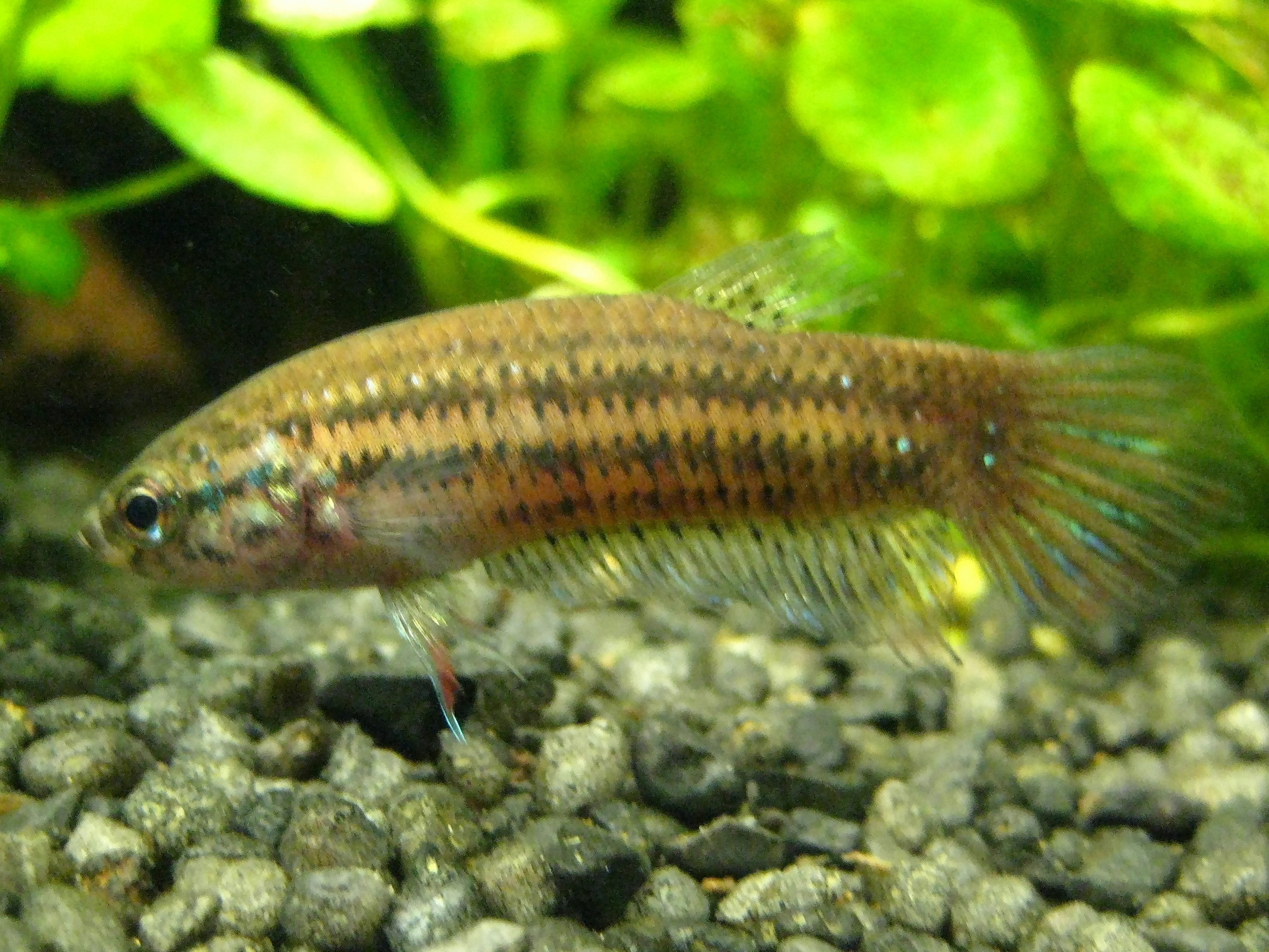
Femmina di Betta imbellis

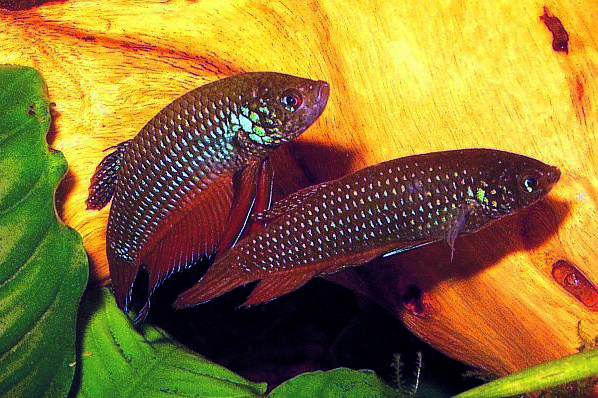
Coppia di Betta smaragdina

Mentre specie come Betta splendens sono pressoché ubique negli acquari di tutto il mondo, alcune specie di Betta in natura sono in pericolo di estinzione. La IUCN Red List classifica come vulnerabili (VU) Betta burdigala, Betta chini, Betta chloropharynx, Betta hipposideros, Betta macrostoma, Betta splendens (varietà selvatica), mentre alcune in pericolo d'estinzione (EN) Betta miniopinna, Betta persephone, Betta simplex e Betta spilotogena. Tuttavia altre specie, vista la loro recente scoperta e descrizioone, sono probabilmente in pericolo: studi scientifici sono in corso per stabilire se la distruzione dell'habitat originario sta minacciando anche queste specie. 

Inoltre il Programma delle Nazioni Unite per l'Ambiente inserisce nelle sue liste un'altra specie non descritta appieno dai biologi, Betta cf. tomi che si sarebbe estinta nelle acque di Singapore tra il 1970 e il 1994. Forse una sottospecie di Betta tomi, che continua a vivere in cattività e nelle acque di Indonesia e Malaysia, classificata come vulnerabile.

## Tassonomia
Le specie appartenenti a questo genere sono in continuo aumento, poiché negli ultimi anni ne sono state scoperte di nuove. Da quella descritta per prima (Betta picta, 1846) si è arrivati nel 2005, con 4 nuove Betta, a 55 specie, mentre nel 2013 il numero è salito a 73.
- Betta akarensis
- Betta albimarginata
- Betta anabatoides
- Betta antoni
- Betta apollon
- Betta aurigans
- Betta balunga
- Betta bellica
- Betta breviobesus
- Betta brownorum
- Betta burdigala
- Betta channoides
- Betta chini
- Betta chloropharynx
- Betta coccina
- Betta compuncta
- Betta cracens
- Betta dennisyongi
- Betta dimidiata
- Betta edithae
- Betta enisae
- Betta falx
- Betta ferox
- Betta foerschi
- Betta fusca
- Betta gladiator
- Betta hendra
- Betta hipposideros
- Betta ibanorum
- Betta ideii
- Betta imbellis
- Betta krataios
- Betta kuehnei
- Betta lehi
- Betta livida
- Betta macrostoma
- Betta mahachaiensis
- Betta mandor
- Betta midas
- Betta miniopinna
- Betta obscura
- Betta ocellata
- Betta pallida
- Betta pallifina
- Betta pardalotos
- Betta patoti
- Betta persephone
- Betta pi
- Betta picta
- Betta pinguis
- Betta prima
- Betta pugnax
- Betta pulchra
- Betta raja
- Betta renata
- Betta rubra
- Betta rutilans
- Betta schalleri
- Betta siamorientalis
- Betta simorum
- Betta simplex
- Betta smaragdina
- Betta spilotogena
- Betta splendens
- Betta stigmosa
- Betta stiktos
- Betta strohi
- Betta taeniata
- Betta tom
- Betta tussyae
- Betta uberis
- Betta unimaculata
- Betta waseri